# Distrito de Magdalena de Cao
El distrito de Magdalena de Cao es uno de los ocho que conforman la provincia de Ascope ubicada en el  departamento de La Libertad en el Norte del Perú.
Desde el punto de vista jerárquico de la Iglesia católica forma parte de la Arquidiócesis de Trujillo.
Dentro de este distrito se encuentra el complejo arqueológico El Brujo.

## Historia
Pueblo con influencia Cupisnique y Salinar. Fue fundado el 12 de julio de 1538.[cita requerida]
La tradición de “matriarcado” deviene desde sus ancestros.
El distrito fue creado mediante Ley del 12 de noviembre de 1923, en el gobierno del Presidente Augusto Leguía.[cita requerida]

## Geografía
Abarca una superficie de 158,96 km².

## Autoridades

### Municipales
- 2019 - 2022[3]
  - Alcalde: Santos Leonardo Muñoz Romero, del Partido Aprista Peruano.
  - Regidores:

  1. Gilberto Valerio Campos De la Cruz (Partido Aprista Peruano)
  2. María Teresa Rondón Ferrel (Partido Aprista Peruano)
  3. Juan Carlos Alvarado Álvarez (Partido Aprista Peruano)
  4. Haydée Estefanny Barriga Rubio (Partido Aprista Peruano)
  5. Segundo Luis Rivera Cabrera (Fuerza Popular)

Alcaldes anteriores
- 2015 - 2018: Jhon Roman Vargas Campos
- 2011 - 2014:[4] Segundo Diaz Aquino luego tras su revocatoria entraRosa Isabel Elías Ávila de Caballero, del Partido Alianza para el Progreso (APP).
- 2007 - 2010: Wilfredo Clemente Vargas De La Cruz, del Partido Alianza para el Progreso.

### Policiales
- Comisario:  PNP.

Tnte. PNP Claudia Cavero Chávez

## Atractivos turísticos
- Complejo arqueológico El Brujo